# Détecteur à scintillation
Pour les articles homonymes, voir détecteur.
Ne doit pas être confondu avec Scintillomètre.
 (janvier 2022).
Si vous disposez d'ouvrages ou d'articles de référence ou si vous connaissez des sites web de qualité traitant du thème abordé ici, merci de compléter l'article en donnant les références utiles à sa vérifiabilité et en les liant à la section « Notes et références ».

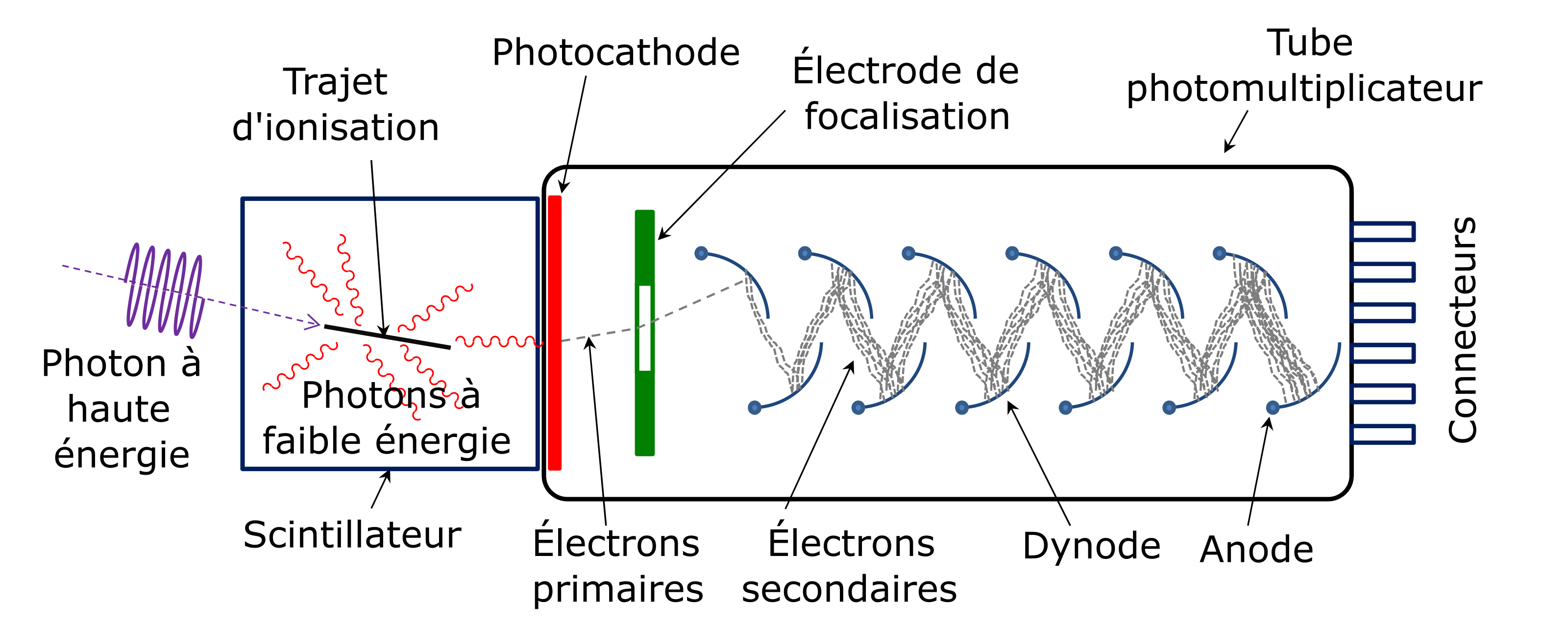
Schéma dépeignant un photon de haute énergie frappant un cristal scintillant, ce qui produit des photons de faible énergie qui sont ensuite convertis en photo-électrons puis multipliés dans un photomultiplicateur.

Un détecteur à scintillation, également appelé compteur à scintillation ou plus souvent scintillateur, est un instrument composé d'un matériau qui émet de la lumière à la suite d'un dépôt d'énergie par interaction avec un rayonnement.
Il existe deux grandes familles de scintillateurs : les scintillateurs organiques (à base de composés benzéniques : anthracène, naphtalène, stilbène, terphényle, etc.) que l'on retrouve sous forme de plastiques ou en solution liquide, et les scintillateurs inorganiques qui sont utilisés en monocristaux ou en poudre (principalement des halogénures alcalins).
Les scintillateurs sont utilisés en général de deux manières :
- sous la forme d'un écran fluorescent, permettant la visualisation à l'œil nu ; cet écran est maintenant souvent couplé à une caméra numérique (type CCD) qui permet une acquisition informatique ;

- sous la forme d'un détecteur à scintillation : la lumière (photons) émise par le matériau scintillant est amplifiée par un tube photomultiplicateur (PM), puis les photons sont comptés. On estime ainsi le flux de photons dans le scintillateur. Une relation simple existant entre la quantité de lumière produite et l'énergie déposée étant à l'origine du phénomène de scintillation permet en outre de déterminer l'énergie du rayonnement détecté (technique de spectroscopie ou spectrométrie).

## Description générale
Il se compose :
- d'un cristal (en général dopé au thallium) ou d'un liquide de scintillation ;
- d'un photomultiplicateur (PM) ou d'un CPM (Channel PhotoMultiplier) ;
- d'une électronique de comptage.

### Précautions d'utilisation
Le cristal et le photomultiplicateur sont associés dans un compartiment sec ; en effet, le cristal pouvant être fortement hygroscopique et pouvant s'opacifier sous l'effet de l'humidité, celle-ci peut induire une diminution du rendement du détecteur. L'étanchéité peut ainsi être assurée par de la graisse silicone. Le tout est isolé de la lumière ambiante qui viendrait perturber le signal.

### Choix d'un scintillateur
L’efficacité d’un détecteur à scintillation dépend donc de plusieurs facteurs :
- sa longueur d’atténuation ;
- sa perte de photons (efficacité de collecte) ;
- son efficacité quantique.

#### Scintillateurs organiques
Les scintillateurs organiques peuvent se trouver sous forme plastique, liquide ou cristalline.
Leur mécanisme de fluorescence est associé aux états excités des molécules. La scintillation est basée sur les électrons {\displaystyle \pi } des liaisons carbone-carbone des molécules. La lumière émise couvre généralement un spectre large dans l'UV et le visible.
Des exemples de scintillateurs organiques cristallins sont le naphtalène, l'anthracène ou le p-terphényle.
Les scintillateurs organiques plastiques ou liquides sont constitués de deux composants fondamentaux : un solvant et un (ou plusieurs) soluté.
Le solvant absorbe l’énergie et son excitation est transférée au(x) soluté(s) qui émet la lumière.
Les solvants rencontrés dans les scintillateurs organiques liquides sont le plus souvent le benzène, le toluène ou le xylène ; dans les scintillateurs plastiques, on trouvera l'anthracène, le trans-stilbène, la naphtaline, le polyvinylbenzène, le polyvinyltoluène, ou le polystyrène.
Les solutés les plus largement utilisés pour des liquides ou des plastiques sont le p-terphényle, le DPO, le PBD, le POPOP, le BBO, ou le BPO.
Les scintillateurs plastiques sont fabriqués par des méthodes complexes de polymérisation. La présence d'impuretés peut dégrader sensiblement le rendement du détecteur.
Une propriété remarquable des scintillateurs organiques est leur réponse très rapide (quelques nanosecondes), ce qui permet de les utiliser dans des problématiques de mesures de temps (mesures de coïncidences ou de temps de vol par exemple).
Les scintillateurs organiques ayant un faible numéro atomique moyen (ils sont composés essentiellement d'atomes de carbone et d'hydrogène), ils ont une faible efficacité de détection des photons gamma. Ils sont sensibles presque uniquement à l'effet Compton.
En revanche, grâce à leur forte teneur en hydrogène, ils permettent une très bonne détection des neutrons par des réactions de type (n,p).

#### Scintillateurs inorganiques
Les scintillateurs inorganiques sont principalement des halogénures alcalins dopés par une impureté : NaI(Tl), CsI(Tl), KI(Tl), LiI(Eu) ou bien des composés minéraux comme CsF2, BGO, BaF2, ZnS, CaWO4, CdWO4, LaBr3:Ce, etc. Leur mécanisme de fluorescence est associé à la présence d'états intermédiaires apparaissant par la présence d'impuretés (le thallium dans l'iodure de sodium par exemple).
Plusieurs constantes de temps existent dans les scintillateurs inorganiques, elles sont dues à la présence de deux types de recombinaisons : une recombinaison rapide des centres d'activation (de l'ordre de la microseconde), et une recombinaison retardée associée au piégeage des porteurs (de l'ordre de la milliseconde).
Possédant généralement un numéro atomique (Z) élevé, les scintillateurs inorganiques sont efficaces pour la détection des particules chargées mais aussi des photons.
L'intensité de la luminescence des scintillateurs inorganiques dépend fortement de la température. Le germanate de bismuth (BGO) voit sa luminescence décroître d'environ 10 % entre 0 et 40 °C, alors que celle de l'iodure de sodium (NaI(Tl)) augmente d'environ 5 % dans cette même plage de température.

### Photomultiplicateur
Les scintillateurs sont couplés à des photodétecteurs qui transforment la lumière émise par le scintillateur en électrons qui viendront former le signal utile (courant). Ces transformateurs de lumière sont appelés photomultiplicateurs, ils produisent des électrons à partir de la lumière et jouent un rôle d'amplificateur de ces électrons, qui sont produits initialement en très faible nombre.
Le but d’un photomultiplicateur est de convertir les photons de scintillation en un signal électrique, qui peut être ensuite traité électroniquement (amplificateur...).
Le principe physique est l’effet photo-électrique, produit avec la photocathode, qui est en général une mince couche d’un alliage métallique alcalin. On définit l’efficacité quantique (h) comme le nombre de photo-électrons créés par photon incident. Typiquement h ~0,25, et il est fonction de la longueur d’onde du photon.
Le PM nécessite une haute tension pour l'accélération des électrons, en général entre 700 et 1 200 V. Le préamplificateur nécessite une tension continue de l'ordre de quelques volts, typiquement +24 V, -24 V ou +15 V.
Derrière la photocathode se trouve une série d’électrodes appelées dynodes (pouvant aller de dix à quatorze), formées d’un alliage particulier, souvent du CuBe, portées à des potentiels électriques croissants.
Les photo-électrons émis par la photocathode sont accélérés et focalisés sur la première dynode, en arrachant 2 à 5 électrons par photo-électron, amplifiant ainsi le signal électrique.
Le même mécanisme d’amplification se reproduit sur chacune des dynodes successives, produisant un gain pouvant atteindre 107 après 14 étages.
Le rendement du photomultiplicateur baisse au cours du temps ; pour retarder cette « usure », il faut éviter d'envoyer un flux trop important de rayonnement (saturation). On peut compenser une diminution du gain en augmentant la haute tension. Le détecteur peut aussi avoir des problèmes d'électronique (par exemple assèchement des condensateurs électrolytiques, ou défaillance quelconque), de la haute tension, ou bien des problèmes d'étanchéité à l'air induisant une entrée d'humidité. Mais ces détecteurs sont en général très fiables et il n'est pas rare d'en voir encore en service après 20 ou 30 ans.

## Utilisation de scintillateurs
Les détecteurs à scintillation sont utilisés en calorimétrie, pour des mesures de temps de vol, comme détecteurs de traces, en tant que déclencheurs ainsi que pour des compteurs veto.